# Gerhard Hartmann (Mathematiker)
Johann Joseph Gerhard Hartmann (* 24. September 1806 in Algermissen; † 26. Februar 1880 in Hildesheim) war ein deutscher Mathematiker, Hochschullehrer und Zweiter Direktor der Polytechnischen Schule zu Hannover und Kommunalpolitiker in Hildesheim.

## Leben
Hartmann studierte Mathematik an der Georg-August-Universität in Göttingen, wo er 1827 promovierte. 1828 wurde er Hilfslehrer am Friedrich-Wilhelms-Gymnasium in Berlin, 1832 Oberlehrer am Gymnasium in Aurich und 1839 wechselte er nach Hildesheim an das Gymnasium Andreanum.
1848 wurde er Lehrer der Mathematik und Zweiter Direktor der Polytechnischen Schule in Hannover. Aus Gesundheitsgründen musste er 1849 ausscheiden und zog nach Hildesheim, wo er Mitglied der St. Johannis-Freimaurerloge Pforte zum Tempel des Lichts und Wortführer im Bürgervorsteherkollegium wurde.

## Schriften
als Übersetzer:
- Blaise Pascal (Urheber): Pascal's Provinzialbriefe über die Moral und Politik der Jesuiten, übersetzt von J. J. G. Hartmann, Neudruck der Ausgabe von 1830, Berlin; Boston: De Gruyter 2011, ISBN 978-3-11-112804-7 und ISBN 978-3-11-149432-6